# Chaetodipus spinatus
Chaetodipus spinatus is een zoogdier uit de familie van de wangzakmuizen (Heteromyidae). De wetenschappelijke naam van de soort werd voor het eerst geldig gepubliceerd door Merriam in 1889.

## Voorkomen
De soort komt voor in Mexico en de Verenigde Staten.